# Żabiściek
Żabiściek (Hydrocharis L.) – rodzaj roślin z rodziny żabiściekowatych (Hydrocharitaceae). Gatunkiem typowym i zarazem jedynym przedstawicielem rodzaju we florze Polski jest żabiściek pływający Hydrocharis morsus-ranae. W sumie do rodzaju należą trzy gatunki spotykane na wszystkich kontynentach z wyjątkiem Ameryki Południowej i Antarktydy. W niektórych ujęciach włączane są tu także oba gatunki z rodzaju Limnobium.

## Morfologia
PokrójRośliny zielne pływające na powierzchni wody. Pędy krótkie rozgałęziające się.
LiściePływające lub zanurzone, rzadko wzniesione, ogonkowe z przylistkami. Blaszka liściowa zaokrąglona lub nerkowata, całobrzega, z więcej niż 5 łukowato wygiętymi żyłkami głównymi.
KwiatyJednopłciowe wyrastają z kąta pochwowatej podsadki. Kwiaty żeńskie wyrastają pojedynczo, kwiaty męskie w skupieniach od 1 do 6. Działki kielicha są zielono-białe, płatki korony są białe lub żółtawe, wyraźnie większe od działek. Pręciki w liczbie od 6 do 12. Zalążnia eliptyczna, z licznymi zalążkami. Słupków 6 ze znamionami widlasto rozdzielonymi na końcach.

## Systematyka
Systematyka według Angiosperm Phylogeny Website (aktualizowany system APG IV z 2016)
Jeden z dwóch rodzajów (taksonem siostrzanym jest Limnobium) z podrodziny Hydrocharitoideae w obrębie rodziny żabiściekowatych (Hydrocharitaceae). W ujęciu Plants of the World Online rodzaj Limnobium włączany jest do Hydrocharis.
Wykaz gatunków
- Hydrocharis morsus-ranae L. – żabiściek pływający – zachodnia i północna część Eurazji, introdukowany do Ameryki Północnej.
- Hydrocharis dubia (Blume) Backer – południowa i wschodnia Azja i Australia,
- Hydrocharis chevalieri (De Wildeman) Dandy – Afryka środkowa.